# La víbora
La víbora es una película dramática colombo-francesa de 1967 dirigida por Alfonso Gimeno y protagonizada por Fernando González Pacheco, Linda Romero, Enrique Colavizza, Diego de Borrero, Hamid Saab, Beatriz Buenahora y Mercedes Tamayo. Se trata de una de las primeras incursiones en el cine del reconocido presentador de televisión y actor colombo-español Fernando González Pacheco.

## Sinopsis
Una joven francesa comete un crimen en su país y decide huir a Colombia para escapar de las autoridades. Al llegar allí se ve envuelta en un triángulo amoroso con dos hombres que no tienen idea de su turbio pasado. Tras recorrer los territorios colombianos libremente, es identificada y capturada por sus perseguidores.

## Reparto
- Fernando González Pacheco
- Linda Romero
- Enrique Colavizza
- Diego de Borrero
- Hamid Saab
- Beatriz Buenahora
- Mercedes Tamayo